# Боб Денар
Боб Денар (фр. Bob Denard). Справжнє ім'я при народжені — Жильбер Боржо (фр. Gilbert Bourgeaud) — французький найманець, який учинив більше десятка державних переворотів у країнах «третього світу», особливо відзначився на Коморських Островах, де він організував три вдалі перевороти. При житті його назвали «королем найманців».

## Життєпис
Жильбер Боржо народився 7 квітня 1929 р. в сім'ї заможного фермера недалеко від Бордо. Жильбер був спокійним, товариським хлопцем, котрий нічим не відрізнявся від своїх ровесників. Коли його призвали до армії, Боржо став військовим моряком. Проте військово-морська кар'єра Жильбера закінчилась швидко: він був списаний на берег після бійки у кнайпі сайгонского порту, куди зайшов його крейсер.
З 1952 р. Боржо служив у поліції в колоніальному Марокко. 1954 р. — він був засуджений за участь у підготовці замаху на прем'єр-міністра Франції Мендеса-Франса, який знизив зарплату поліцейським і скасував деякі пільги. Провину Боржо довести не вдалося, і через 14 місяців він був виправданий та звільнений із в'язниці, після чого повернувся до Франції.
З початку 1960-х років він бере участь у цілому ряді громадянськийх війн у нових незалежних країнах. Першим став конфлікт в Катанзі — багатій на мінеральні ресурси провінції, котра на чолі з М.Чомбе боролась за незалежність від новоствореної держави Конго, яка ще недавно була бельгійською колонією. Конфлікт виявився затяжним і кривавим, і зрештою у ситуацію втрутилась ООН (допомогу якого запросило керівництво Конго) миротворчий контингент якої починає спецоперацію проти невизнаної республіки. За «право племен Катанги на самовизначення» проти військ ООН рішуче виступають найняті, за гроші Чомбе та бельгійських спонсорів, білі найманці під командуванням Майка Гоара та капітана Фолькезе. Мінометною батареєю у загоні Фолькезе командує Роберт або, якщо коротко Боб Денар (він же майор Боржо). Саме тоді, під час бойових дій Денар проявив себе хорошим солдатом і грамотним командиром. Проте зрештою М.Чомбе змушений був тікати в Північну Родезію і найманцям довелось забиратися із Конго.
Невдовзі, 1963 р., Б.Денар з'являється в Ємені. Тут разом зі своїм колишнім командиром Фолькезе він займається підготовкою військ імама Аль-Бадра, який мав намір відновити монархію у країні. Але скоро Денар повертається до Конго де в 1964 р. прем'єр-міністром обирається колишній правитель Катанги М.Чомбе, який через півтора року знову вимушений буде переховуватися. Зіграв основну роль у придушенні першого катангського мятежу, ініційованого Чомбе проти Маруту в липні 1966 р..
Після цього Денар воював у Нігерії. Там йому спало на думку створити бойовий підрозділ найманців, який би воював за гроші. У Парижі він зареєстрував фірму «Солдати вдачі» з філіалами в кількох країнах.
Після Нігерії вів бойові дії проти комуністів в Анголі, потім служив інструктором у Південній Родезії. У 1977 році зі своїми найманцями вторгся у Заїр, під час спроби племен провінції Шаба здобути незалежність. В цьому ж році невдало спробував здійснити путч у Беніні.
Проте найглибший відбиток він залишив на Коморах — невеличкій бідній острівній країні в Індійському океані, при північно-східному узбережжі Африки. У 1975 році, за фінансової підтримки з Франції він скинув правителя островів Ахмеда Абдаллаха й поставив на його місце Алі Суаліха. Однак Алі Соіллі несподівано вирішив націоналізувати готельний бізнес, що належав французам. Тому Боб Денар знову вчинив переворот поваливши Соілля і замість нього поставивши колишнього правителя Ахмеда Абдаллаха. При Абдуллі Денар займав посаду військового радника і використовував Коморські острови як перевалочний пункт для переправлення зброї в ПАР. У 1989 році Абдалла був убитий за нез'ясованих обставин, і Денару довелося покинути Комори, виїхати в ПАР, а потім повернутися до Франції.
У вересні 1995 року він разом із 30-ма спільниками знову висадились на остравах та захопили владу на Коморах. Проте через тиждень за згодою із скинутим урядом на Коморських островах висадились французькі війська, які звільнили Президента та зарештували Боба Денара і його спільників.
Вважається, що на початку своєї кар'єри Боб Денар користувався невтручанням французького уряду, що межував з прямою підтримкою. Судові процеси та невдачі на заході його кар'єри, навпаки, пов'язують з тим, що він цю підтримку втратив.
Останні роки він провів у Парижі та у своєму будинку у виноробному регіоні Медок на південно-заході Франції.
Боб Денар був одружений сім разів, і від різних шлюбів у нього залишилося восьмеро дітей. Помер 13 жовтня 2007 року.